# Fed Cup 2012 Zona Euro-Africana Gruppo I - Playoffs
I playoffs della zona Euro-Africana Gruppo I nella Fed Cup 2012 rappresentano la fase finale della zona Euro-Africana, successiva ad un turno preliminare disputato da 15 nazionali suddivise in 4 gruppi da quattro squadre ciascuno, con un gruppo da tre. A tali playoffs prendono parte tutte e 15 le squadre, con un obiettivo diverso a seconda della posizione raggiunta nel loro girone durante la fase precedente. L'obiettivo massimo, ovvero la promozione al Gruppo Mondiale II (una sorta di serie B, laddove il Gruppo I della zona Euro-Africana rappresenterebbe la terza serie) se lo disputano le quattro squadre classificatesi al primo posto nei loro rispettivi gironi (nella fattispecie, Austria per il gruppo A, Svezia per il B, Gran Bretagna per il C, Polonia per il D). Ciononostante, la vittoria in questa fase non garantisce loro la promozione matematica, bensì soltanto la partecipazione ad un ulteriore spareggio da disputare contro le ultime della categoria superiore. Le vincitrici di questo ulteriore spareggio avranno finalmente il diritto di partecipare al Gruppo Mondiale II nel 2012.

Le seconde classificate (Bulgaria, Ungheria, Portogallo, Romania) lottano meramente per la statistica (per i posti compresi fra il 5° e l'8°), cosiccome le terze (Bosnia-Erzegovina, Israele, Croazia, per i posti dal 9º all'11º). A tal proposito è da precisare che la terza del gruppo A, l'unico gruppo con tre sole squadre, partecipa agli spareggi per la retrocessione e per questo non viene considerata una terza classificata.

Le ultime di ciascun girone (Estonia, Grecia, Paesi Bassi, Lussemburgo) lottano invece per la permanenza nel Gruppo I della zona Euro-Africana, ed evitare quindi la retrocessione alla quarta serie, costituita dal Gruppo II della zona Euro-Africana.
L'unica nazione a non disputare alcuno spareggio è Israele, terza nel Pool C. A causa del numero dispari di squadre, infatti, le terze in classifica risultano essere solo tre, pertanto si è deciso di assegnare direttamente alla migliore terza (Israele per differenza set) il 9º posto finale. Bosnia-Erzegovina e Croazia, pertanto, si sfidano per il 10º-11º posto.

## Promozione (1º-4º posto)

### Austria vs. Gran Bretagna
| Austria 0 | Municipal Tennis Club, Eilat, Israele 4 febbraio 2012 cemento outdoor (acrilico) | Municipal Tennis Club, Eilat, Israele 4 febbraio 2012 cemento outdoor (acrilico) | Gran Bretagna 2 |     |   |             |
| \| \| \| \| 1 \| 2 \| 3 \| \| \| - \| \| ----------------------------------------------------------------- \| ---- \| --- \| - \| ----------- \| \| 1 \| \| Patricia Mayr-Achleitner Anne Keothavong \| 65 7 \| 3 6 \| \| \| \| 2 \| \| Tamira Paszek Elena Baltacha \| 1 6 \| 4 6 \| \| \| \| 3 \| \| Sandra Klemenschits / Tamira Paszek Laura Robson / Heather Watson \| \| \| \| non giocato \| |                                                                                  |                                                                                  |                 |     |   |             |
| |                                                                                  |                                                                                  | 1               | 2   | 3 |             |
| 1 | Austria (bandiera) · Gran Bretagna (bandiera)                                    | Patricia Mayr-Achleitner Anne Keothavong                                         | 65 7            | 3 6 |   |             |
| 2 | Austria (bandiera) · Gran Bretagna (bandiera)                                    | Tamira Paszek Elena Baltacha                                                     | 1 6             | 4 6 |   |             |
| 3 | Austria (bandiera) · Gran Bretagna (bandiera)                                    | Sandra Klemenschits / Tamira Paszek Laura Robson / Heather Watson                |                 |     |   | non giocato |

### Svezia vs. Polonia
| Svezia 2 | Municipal Tennis Club, Eilat, Israele 4 febbraio 2012 cemento outdoor (acrilico) | Municipal Tennis Club, Eilat, Israele 4 febbraio 2012 cemento outdoor (acrilico) | Polonia 1 |     |   |  |
| \| \| \| \| 1 \| 2 \| 3 \| \| \| - \| \| ----------------------------------------------------------------- \| --- \| --- \| - \| \| \| 1 \| \| Sofia Arvidsson Urszula Radwańska \| 6 1 \| 6 2 \| \| \| \| 2 \| \| Johanna Larsson Agnieszka Radwańska \| 1 6 \| 0 6 \| \| \| \| 3 \| \| Sofia Arvidsson / Johanna Larsson Magda Linette / Alicja Rosolska \| 6 4 \| 6 3 \| \| \| |                                                                                  |                                                                                  |           |     |   |  |
| |                                                                                  |                                                                                  | 1         | 2   | 3 |  |
| 1 | Svezia (bandiera) · Polonia (bandiera)                                           | Sofia Arvidsson Urszula Radwańska                                                | 6 1       | 6 2 |   |  |
| 2 | Svezia (bandiera) · Polonia (bandiera)                                           | Johanna Larsson Agnieszka Radwańska                                              | 1 6       | 0 6 |   |  |
| 3 | Svezia (bandiera) · Polonia (bandiera)                                           | Sofia Arvidsson / Johanna Larsson Magda Linette / Alicja Rosolska                | 6 4       | 6 3 |   |  |

## 5º-8º posto

### Bulgaria vs. Portogallo
| Bulgaria 0 | Municipal Tennis Club, Eilat, Israele 4 febbraio 2012 cemento outdoor (acrilico) | Municipal Tennis Club, Eilat, Israele 4 febbraio 2012 cemento outdoor (acrilico) | Portogallo 2 |     |   |             |
| \| \| \| \| 1 \| 2 \| 3 \| \| \| - \| \| ------------------------------------------------------------------------------ \| --- \| --- \| - \| ----------- \| \| 1 \| \| Isabella Šinikova Maria João Köhler \| 3 6 \| 5 7 \| \| \| \| 2 \| \| Dia Evtimova Michelle Larcher de Brito \| 1 6 \| 1 6 \| \| \| \| 3 \| \| Dia Evtimova / Isabella Šinikova Maria João Köhler / Michelle Larcher de Brito \| \| \| \| non giocato \| |                                                                                  |                                                                                  |              |     |   |             |
| |                                                                                  |                                                                                  | 1            | 2   | 3 |             |
| 1 | Bulgaria (bandiera) · Portogallo (bandiera)                                      | Isabella Šinikova Maria João Köhler                                              | 3 6          | 5 7 |   |             |
| 2 | Bulgaria (bandiera) · Portogallo (bandiera)                                      | Dia Evtimova Michelle Larcher de Brito                                           | 1 6          | 1 6 |   |             |
| 3 | Bulgaria (bandiera) · Portogallo (bandiera)                                      | Dia Evtimova / Isabella Šinikova Maria João Köhler / Michelle Larcher de Brito   |              |     |   | non giocato |

### Ungheria vs. Romania
| Ungheria 0 | Municipal Tennis Club, Eilat, Israele 4 febbraio 2012 cemento outdoor (acrilico) | Municipal Tennis Club, Eilat, Israele 4 febbraio 2012 cemento outdoor (acrilico) | Romania 2 |     |   |             |
| \| \| \| \| 1 \| 2 \| 3 \| \| \| - \| \| ----------------------------------------------------------------------- \| --- \| --- \| - \| ----------- \| \| 1 \| \| Katalin Marosi Mihaela Buzărnescu \| 2 6 \| 6 7 \| \| \| \| 2 \| \| Réka-Luca Jani Simona Halep \| 2 6 \| 3 6 \| \| \| \| 3 \| \| Vaszilisza Bulgakova / Katalin Marosi Mihaela Buzărnescu / Simona Halep \| \| \| \| non giocato \| |                                                                                  |                                                                                  |           |     |   |             |
| |                                                                                  |                                                                                  | 1         | 2   | 3 |             |
| 1 | Ungheria (bandiera) · Romania (bandiera)                                         | Katalin Marosi Mihaela Buzărnescu                                                | 2 6       | 6 7 |   |             |
| 2 | Ungheria (bandiera) · Romania (bandiera)                                         | Réka-Luca Jani Simona Halep                                                      | 2 6       | 3 6 |   |             |
| 3 | Ungheria (bandiera) · Romania (bandiera)                                         | Vaszilisza Bulgakova / Katalin Marosi Mihaela Buzărnescu / Simona Halep          |           |     |   | non giocato |

## 10º-11º posto

### Bosnia ed Erzegovina vs. Croazia
| Bosnia ed Erzegovina 0 | Municipal Tennis Club, Eilat, Israele 4 febbraio 2012 cemento outdoor (acrilico) | Municipal Tennis Club, Eilat, Israele 4 febbraio 2012 cemento outdoor (acrilico) | Croazia 2 |     |   |             |
| \| \| \| \| 1 \| 2 \| 3 \| \| \| - \| \| ---------------------------------------------------------- \| --- \| --- \| - \| ----------- \| \| 1 \| \| Anita Husarić Donna Vekić \| 2 6 \| 0 6 \| \| \| \| 2 \| \| Jasmina Tinjić Tereza Mrdeža \| 0 1 \| \| \| ritiro \| \| 3 \| \| Anita Husarić / Jasmina Tinjić Petra Martić / Ani Mijačika \| \| \| \| non giocato \| |                                                                                  |                                                                                  |           |     |   |             |
| |                                                                                  |                                                                                  | 1         | 2   | 3 |             |
| 1 | Bosnia ed Erzegovina (bandiera) · Croazia (bandiera)                             | Anita Husarić Donna Vekić                                                        | 2 6       | 0 6 |   |             |
| 2 | Bosnia ed Erzegovina (bandiera) · Croazia (bandiera)                             | Jasmina Tinjić Tereza Mrdeža                                                     | 0 1       |     |   | ritiro      |
| 3 | Bosnia ed Erzegovina (bandiera) · Croazia (bandiera)                             | Anita Husarić / Jasmina Tinjić Petra Martić / Ani Mijačika                       |           |     |   | non giocato |

## Retrocessione (12º-15º posto)

### Estonia vs. Paesi Bassi
| Estonia 1 | Municipal Tennis Club, Eilat, Israele 4 febbraio 2012 cemento outdoor (acrilico) | Municipal Tennis Club, Eilat, Israele 4 febbraio 2012 cemento outdoor (acrilico) | Paesi Bassi 2 |      |     |  |
| \| \| \| \| 1 \| 2 \| 3 \| \| \| - \| \| --------------------------------------------------------------------- \| --- \| ---- \| --- \| \| \| 1 \| \| Eva Paalma Kiki Bertens \| 2 6 \| 2 6 \| \| \| \| 2 \| \| Anett Kontaveit Bibiane Schoofs \| 4 6 \| 7 62 \| 6 1 \| \| \| 3 \| \| Tatjana Vorobjova / Anett Kontaveit Kiki Bertens / Michaëlla Krajicek \| 0 6 \| 0 6 \| \| \| |                                                                                  |                                                                                  |               |      |     |  |
| |                                                                                  |                                                                                  | 1             | 2    | 3   |  |
| 1 | Estonia (bandiera) · Paesi Bassi (bandiera)                                      | Eva Paalma Kiki Bertens                                                          | 2 6           | 2 6  |     |  |
| 2 | Estonia (bandiera) · Paesi Bassi (bandiera)                                      | Anett Kontaveit Bibiane Schoofs                                                  | 4 6           | 7 62 | 6 1 |  |
| 3 | Estonia (bandiera) · Paesi Bassi (bandiera)                                      | Tatjana Vorobjova / Anett Kontaveit Kiki Bertens / Michaëlla Krajicek            | 0 6           | 0 6  |     |  |

### Grecia vs. Lussemburgo
| Grecia 1 | Municipal Tennis Club, Eilat, Israele 4 febbraio 2012 cemento outdoor (acrilico) | Municipal Tennis Club, Eilat, Israele 4 febbraio 2012 cemento outdoor (acrilico) | Lussemburgo 2 |     |      |  |
| \| \| \| \| 1 \| 2 \| 3 \| \| \| - \| \| ----------------------------------------------------------------- \| --- \| --- \| ---- \| \| \| 1 \| \| Agni Stefanou Claudine Schaul \| 4 6 \| 2 6 \| \| \| \| 2 \| \| Despina Papamichail Anne Kremer \| 5 7 \| 6 4 \| 7 5 \| \| \| 3 \| \| Despina Papamichail / Maria Sakkarī Anne Kremer / Claudine Schaul \| 6 3 \| 2 6 \| 68 7 \| \| |                                                                                  |                                                                                  |               |     |      |  |
| |                                                                                  |                                                                                  | 1             | 2   | 3    |  |
| 1 | Grecia (bandiera) · Lussemburgo (bandiera)                                       | Agni Stefanou Claudine Schaul                                                    | 4 6           | 2 6 |      |  |
| 2 | Grecia (bandiera) · Lussemburgo (bandiera)                                       | Despina Papamichail Anne Kremer                                                  | 5 7           | 6 4 | 7 5  |  |
| 3 | Grecia (bandiera) · Lussemburgo (bandiera)                                       | Despina Papamichail / Maria Sakkarī Anne Kremer / Claudine Schaul                | 6 3           | 2 6 | 68 7 |  |

## Verdetti
- Gran Bretagna e Svezia qualificate agli spareggi del Gruppo Mondiale II.

- Estonia e Grecia retrocesse nel Gruppo II della Zona Euro-Africana 2013.